# كورجون ملتبس
كورجون ملتبس (الاسم العلمي:Coregonus confusus) هو نوع من الأسماك يتبع جنس الكورجون من فصيلة سمك السلمون.